# 鄭栐
鄭栐（越南语：／；1651年11月12日—1678年10月8日），越南黎中興朝第六代郑主郑根的儿子，未及繼位便去世，後追封良穆王，廟號淳祖。

## 生平
慶德三年九月三十日（1651年11月12日），鄭栐出生，是鄭根長子。初封榮良侯。景治五年（1667年），升為副將副都督同知良郡公，開左匡軍營。德元元年（1674年），升左都督，又升少傅。永治三年八月二十三日（1678年10月8日），鄭栐去世，壽二十八歲。贈太師，尊封國宰。
鄭栐父親郑根50岁嗣位，76岁去世，鄭栐和儿子鄭柄都先于郑根而死。永盛五年（1709年），郑根去世，由鄭栐的孙子、23岁的郑㭎嗣位。永盛七年（1711年），鄭㭎下令議定祖父和父親廟制祀禮，追尊祖父鄭栐为良穆王，入祀正宮廟（鄭主太廟）。後累加美字为裕仁偉量垂休篤祐延福錫功紹前昌後綏成嗣美駿德燕謀夤和中正積慶純嘏良穆王，景興四十三年（1782年），靖都王鄭森追上廟號為淳祖。

## 家族
- 父：昭祖康王鄭根[1]
- 母：妙美淑妃范氏玉𭦣[1]

- 妃：
  - 慈慎惠妃阮氏玉裔[1][註 2]

- 子：[1]
  - 睿祖晉光王鄭柄
  - 鑽郡公鄭權
  - 渭郡公鄭橑
  - 東郡公鄭桓
  - 㻇郡公鄭𣘀

- 女：[1]
  - 郡主鄭氏玉柧（嫁嘉郡公鄧廷碧（鄭𡑝））

## 腳註
1. ↑  〈鄭氏世家〉原文作「嘉宗德元五年八月二十三薨，壽二十八」，惟德元並無五年，而前段句有「甲寅年，王年二十四。」，以出生年推算該年為慶德三年，薨年則應為永治三年。[1]
2. ↑  一作端慎惠妃[3]。